# خدا در مسیحیت

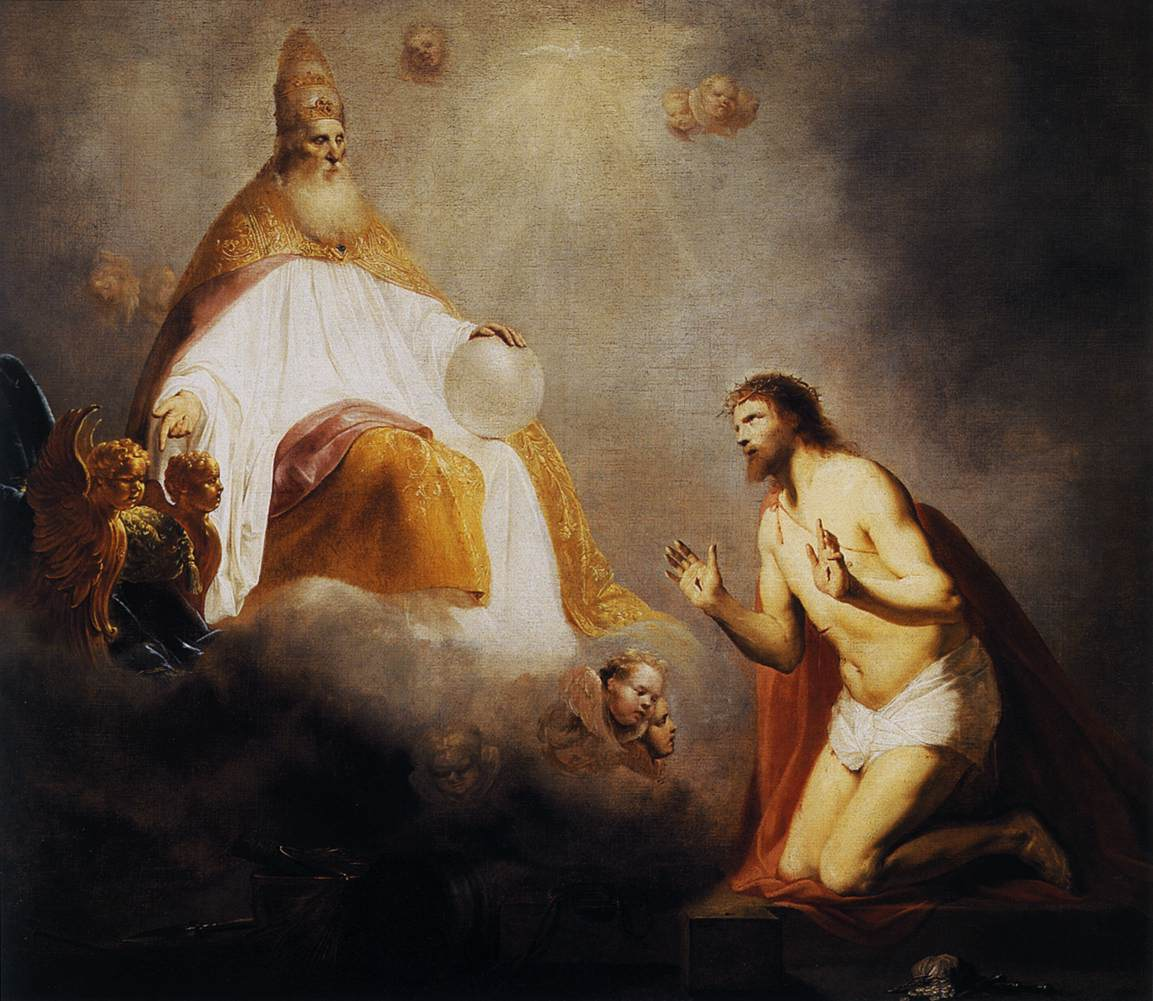
خدا مسیح را دعوت کرد که در تختش سمت راست بنشیند (۱۶۴۵ میلادی)، توسط «پیتر دو گربر». روح القدس در قسمت فوقانی تصویر به شکل یک کبوتر دیده می‌شود.

خدا در مسیحیت، یک ذات عالی ابدی است که همه چیز را خلق کرده و نگه می‌دارد. مسیحیان به خدای یکتاپرستی معتقدند که هم متعالی است (کاملاً غیروابسطه و مجزا از عالم مادی) و هم در همه‌جا حاضر (در جهان مادی). تعالیم مسیحیت در مورد تعالی، همه‌جا حاضر بودن پروردگار و عشق او به بشر، این عقیده که خدا از همان ماده که کائنات را آفریده، ساخته شده‌است را مستثنی ساخته (رد همه‌خدایی) ولی این که ماهیت ملکوتی خدا در یک واقعه بنام تجسد، در شخص عیسی مسیح با جوهر انسانی عجین شده‌است را می‌پذیرد.
دیدگاه‌های مسیحیت اولیه در نامه‌های پائولین و کیش‌های مسیحی بیان شده‌اند که در آن وجود خدای واحد و الوهیت عیسی هر دو در یک جا در نامه اول به قرنتیان بیان می‌شود: «در خصوص خوردن گوشت قربانی شده برای بت‌ها، ما می‌دانیم که بت‌ها در جهان هیچ نیستند و فقط یک خدا وجود دارد. قطعاً هرچند به اصطلاح خدایان در آسمان‌ها و زمین وجود دارند -و قطعاً خدایان و اربابان زیادی وجود دارند-، برای ما فقط یک خدا، یعنی خدای پدر وجود دارد که تمام چیزها را آفریده و ما را نیز بوجود آورده تا از آن او باشیم. همچنین می‌دانیم که فقط یک سرور و خداوند وجود دارد، یعنی عیسی مسیح، که همه چیز به وسیلهٔ او آفریده شده و حیات ما از اوست.» «با وجود این که شاخه یهودی و عیسوی ابیونی‌ها در مخالفت با این ایزدانگاری عیسی اعتراض کردند، در حالی که خیل عظیمی از مسیحیان پولسی آنرا پذیرفتند.» اینجا بود که دیدگاه مسیحیت پولسی در رابطه با خدا از تعالیم سنتی یهودیت آن زمان جدا شد.
الهیات مربوط به صفات و ماهیت خدا، از اولین روزهای عیسویت مورد بحث بود، ایرنئوس در قرن دوم چنین می‌نویسد: «در بزرگی او هیچ کاستی وجود ندارد، اوست که شامل همه چیزاست». در قرن هشتم میلادی، یوحنای دمشق ۱۸ صفت خداوند را فهرست کرد که تا امروز به صورت گسترده قابل پذیرش است. با گذشت زمان، دانشمندان خداشناسی، قهرست‌های نظام‌مندی در مورد این صفات را ایجاد نمودند که برخی از آنها براساس نوشته‌های انجیل بوده (مثلاً، دعای ربانی بیان می‌دارد که پدر در بهشت است) و برخی دیگر براساس منطق خداشناسی ایجاد گردیده‌اند. پادشاهی خدا یک اصطلاح برجسته در انجیل‌های هم‌نوا است، در حالی که تقریباً هیچ توافق متفق‌القولی میان دانشمندان وجود ندارد که نشان دهد این یک عنصر کلیدی تعالیم عیسی بوده باشد و جهت تفسیر آن توافق اندک آکادمیک وجود دارد.
این مقاله اساساً خدا را از منظر «عیسویت نایسین» مورد بحث قرار می‌دهد. هرچند در کتب عهد جدید هیچ دکترین رسمی برای تثلیث وجود ندارد اما با وجود آن «مکرراً در مورد پدر، پسر و روح‌القدس … به گونه‌آی صحبت می‌کنند که یک فهم تثلیثی از خداوند به دست می‌دهد.» از این نوشته‌ها برداشت سه‌خدایی برداشت نمی‌شود، به عبارت دیگر از آن نتیجه نمی‌شود که سه خدا وجود دارد. در حدود سال ۲۰۰ میلادی، ترتولیان یک نسخه دکترین تثلیث را ترتیب کرد که الوهیت عیسی را تأیید نموده و به تعریف که توسط شورای جهانی ۳۸۱ ارائه گردید نزدیک شد. دکترین تثلیث را می‌توان بدین شکل خلاصه نمود: «یک خدا در سه شخص و یک ماهیت وجود دارد. خدای پدر، خدای پسر و خدای روح‌القدس.» معتقدین به تثلیث که اکثریت عیسویان را شکل می‌دهند، دکترین تثلیث را هسته ایمانی خویش بر می‌شمرند. آنهایی که به تثلیث عقیده ندارند پدر، پسر و روح‌القدس را به طرق مختلف تعریف می‌نمایند.

## پیش‌زمینه
مسیحیان نیز همچون  یهودیان و مسلمانان معتقدند که خداوند خود را بر ابراهیم سه شه‌پدری انجیلی هویدا ساخت. همه بر این نکته معتقدند که ابراهیم اولین کسی بود که وحدانیت را تأیید کرده و یک رابطه ایده‌آل با خداوند داشت. ادیان ابراهیمی بر این عقیده هستند که خداوند در طول هزاره‌ها با اولادان ابراهیم در ارتباط بوده و این میثاق در کتاب مقدس عبری ثبت شده که مذاهب مسیحیت آن را عهدقدیم می‌نامند.

## توسعهٔ الهیات خدا

### مرور اجمالی

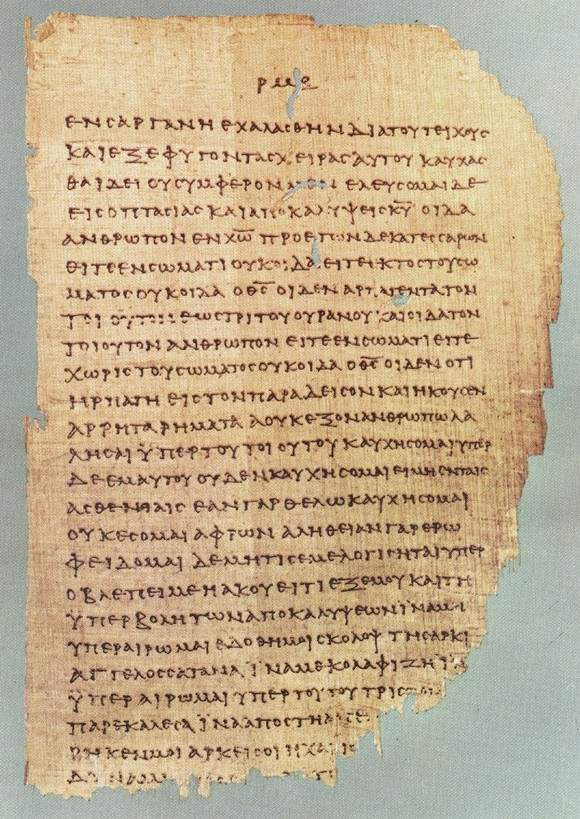
ورقی از «پاپیروس ۴۶» که حاوی کپی از ۲ قرنتیان ۱۱:۳۳ تا ۱۲:۹ است. این ورق به تاریخ ۱۷۵ و ۲۲۵ پس از میلاد متعلق است.

دیدگاه‌های اولیه مسیحیان در مورد خدا (قبل از اینکه انجیل‌ها نوشته شوند) در رساله پولس در اول قرنتیان (8:5-6) که در ۵۳ – ۵۴ میلادی، یعنی حدود بیست سال بعد از به صلیب کشیدن عیسی نوشته، بیان شده‌است:
برای ما فقط یک خدا وجود دارد، یعنی خدای پدر که تمام چیزها را آفریده و ما را نیز بوجود آورده تا از آن او باشیم. همچنین می‌دانیم که فقط یک سرور و خداوند وجود دارد، یعنی عیسی مسیح، که همه چیز به وسیلهٔ او آفریده شده و حیات ما از اوست.
جدا از اثبات وحدانیت خدا، رساله پولس (که احتمالاً بر مبنای اعترافات پیش از پولس می‌باشند) شامل یک تعداد عناصر برجستهٔ دیگر نیز می‌باشد: او با یکی خواندن عیسی و پدرو با دادن لقب الهی «خدا» به عیسی و مسیح خواندن او، دین مسیحیت را از پیشینه یهودی آن‌زمان تفکیک کرد.
در کتاب اعمال (17:24-27)، در جریان «خطبه آرئوپاگ» که توسط پولس ارائه شد، خصوصیات تعالیم عیسویت وقت را بیشتر می‌شکافد:
خدایی که جهان و آنچه در اوست را آفرید، او خدای آسمان و زمین است.
در باره رابطه میان خدا و مسیحیان گفت:
که آنها باید خدا را بجویند، اگر بتوانند خدا را حس کنند، می‌توانند او را بیابند، چون او از هیچ‌یک ما دور نیست و ما در او زندگی می‌کنیم.
رساله‌های پولس شامل یک تعداد منابع در مورد روح‌القدس نیز است قسمی که در اول تسالونیکیان (4:8) آمده‌است «... خدا، همان خدایی که روح مقدس‌اش را به او می‌دهد» در تمام رساله‌هایش ذکر می‌شود. در John 14:26 عیسی چنین می‌گوید «روح‌القدس که پدر او را به اسم من می‌فرستد».
در انتهای قرن اول میلادی، کلمنس رومی به پدر، پسر و روح‌القدس مکرراً اشاره کرده و پدر را با خلقت ربط داده‌است، اول کلمنس ۱۹٫۲‏ بیان می‌دارد: «بیایید به صورت ثابت به پدر و خالق کائنات ببینیم». تا اواسط قرن دوم، ایرنئوس در کتاب «Against Heresies» (کتاب چهارم، فصل پنجم) تأکید کرده‌است که خالق همان «خدای یکتا» و «خلق کننده آسمان و زمین» است. این نوشته‌ها قبل از ارائه رسمی مفهوم تثلیث توسط ترتولیان در اوایل قرن سوم میلادی بود.
عصر اواخر قرن دوم تا آغاز قرن چهارم (تقریباً ۱۸۰ – ۳۱۳) معمولاً بنام «عصر کلیسای بزرگ» و همچنین عصر ماقبل نایسین یاد می‌شود، پیشرفت‌های چشم‌گیر خداشناسی و توحید و ترتیب تعدادی از تعالیم عیسویت در آن رخ داد.
از قرن دوم میلاد بدینسو، کیش‌های غربی با تصدیق عقیده به «خدای پدر (متعال)» آغاز یافته و بیان ابتدائی این اصطلاح به شکل «خدا در ظرفیت پدر و خالق کائنات» بود. این اظهارات نه‌تنها حقیقت «پدر ابدی کائنات پدر عیسی مسیح نیز بود» را نفی نکرد بلکه «پذیرفتن مؤمنان از روی لطف بحیث فرزندانش» را نیز اظهار داشت. کیش‌های شرقی (آنهایی که می‌دانیم بعداً ظهور کردند) با عقیده «خدای یکتا» ظهور کرده و همیشه با افزودن: «پدر متعال، سازنده تمام اشیای مرئی و نامرئی» یا کلمات مشابه به آن، توسعه یافت.
آگوستین هیپو، توماس آکویناس و سایرین، خدا را با اصطلاح لاتینی ipsum esse که می‌توان آنرا «موجودیت خود» ترجمه کرد، تعریف کرده‌اند. واجب‌الوجود بودن خدا، باعث می‌شود که خدای مسیحیت به «یک موجود» تبدیل نشود، بلکه «موجودیت خودی» شده که می‌تواند با اصطلاحاتی همچون «ذاتی که برای موجودیت، اتکا به هیچ چیز خارجی ندارد» یا «ذاتی که همه چیز برای موجودیت به او نیاز دارند» آن را توضیح داد.
با گذشت زمان، دانشمندان خداشناسی و فیلسوفان درک دقیق تر ماهیت خدا را توسعه دادند و مصروف ایجاد فهرست‌های نظام مندی از صفات (خصوصیات یا کیفیات) خدا شدند. صفات خداوند از لحاظ جزئیات متفاوت اند اما اساساً تحت در طبقه قرار می‌گیرند، آنهایی که بر مبنای نفی هستند (خدای فاقد حس درد) و آنهایی که بر مبنای مثبت متعالی بودن خداوند است (خدا بی‌اندازه خوب است). ایان رامزی پیشنهاد می‌کند که طبقه سومی نیز وجود دارد و برخی از صفات همچون بی‌آلایشی و کامل بودن در مقایسه با صفاتی همچون سادگی و بی‌نقص، دینامیک‌های منطقی متفاوتی نسبت به بی‌نهایت خوب بودندارند زیرا از نوع اخیر، شکل‌های نسبی آن موجود است اما از نوع اولی خیر.
در طی پیشرفت ایده‌های مسیحیت در مورد خدا، در جهان غرب، انجیل «هم از لحاظ نظری و هم از لحاظ حقایق، تأثیرات غالبی داشته‌است».

## ارجاعات
1. 1 2  Theokritoff, Elizabeth (2010) [2008]. "Part I: Doctrine and Tradition - Creator and creation".  In Cunningham, Mary B.; Theokritoff, Elizabeth (eds.). The Cambridge Companion to Orthodox Christian Theology. Cambridge and New York: Cambridge University Press. pp. 63–77. doi:10.1017/CCOL9780521864848.005. ISBN 978-1-139-00197-7.
2. ↑  Young, Frances M. (2008). "Part V: The Shaping of Christian Theology - Monotheism and Christology".  In Mitchell, Margaret M.; Young, Frances M. (eds.). The Cambridge History of Christianity, Volume 1: Origins to Constantine. Cambridge and New York: Cambridge University Press. pp. 452–469. doi:10.1017/CHOL9780521812399.027. ISBN 978-1-139-05483-6.
3. 1 2  Cross, F. L.; Livingstone, E. A., eds. (2005). "Doctrine of the Trinity". The Oxford Dictionary of the Christian Church (3rd Revised ed.). Oxford and New York: Oxford University Press. pp. 1652–1653. doi:10.1093/acref/9780192802903.001.0001. ISBN 978-0-19-280290-3.
4. ↑  عهدجدید، رسالۀ اول قرنتیان، باب ۸، آیۀ ۴ تا ۶.
5. 1 2 3 4  Hurtado, Larry W. (2015) [1988]. "Introduction: Early Christology and Chronology - Chapter 5: The Early Christian Mutation". One God, One Lord: Early Christian Devotion and Ancient Jewish Monotheism (3rd ed.). London and New York: T&T Clark. pp. 1–16, 97–130. ISBN 978-0-567-65771-8.
6. 1 2  The Blackwell Companion to The New Testament by David E. Aune (23 March 2010) شابک ‎۱۴۰۵۱۰۸۲۵۸ page 424
7. 1 2  Apostle Paul: His Life and Theology by Udo Schnelle (1 November 2005) شابک ‎۰۸۰۱۰۲۷۹۶۹ page 396
8. ↑  ("Clementine Homilies," xvi. 15)
9. ↑  "TRINITY". Jewish Encyclopedia. JewishEncyclopedia.com. Retrieved 22 August 2013.
10. ↑  Irenaeus of Lyons by Eric Francis Osborn (26 November 2001) شابک ‎۰۵۲۱۸۰۰۰۶۴ pages 27-29
11. ↑  Global Dictionary of Theology by William A. Dyrness, Veli-Matti Kärkkäinen, Juan F. Martinez and Simon Chan (10 October 2008), شابک ‎۰۸۳۰۸۲۴۵۴۵, pages 352-353.
12. ↑  Christian Doctrine by Shirley C. Guthrie (1 July 1994) شابک ‎۰۶۶۴۲۵۳۶۸۷ pages 111 and 100
13. ↑  Hirschberger, Johannes. Historia de la Filosofía I, Barcelona: Herder 1977, p.403
14. ↑  Dictionary of Biblical Imagery by Leland Ryken, James C. Wilhoit and Tremper Longman III (11 November 1998) شابک ‎۰۸۳۰۸۱۴۵۱۵ pages 478-479
15. ↑  Divine Government: God's Kingship in the Gospel of Mark by R. T. France (10 Mar 2003) شابک ‎۱۵۷۳۸۳۲۴۴۸ pages 1-3
16. ↑  Stagg, Frank. New Testament Theology. Broadman Press, 1962. شابک ‎۰−۸۰۵۴−۱۶۱۳−۷
17. ↑  Prestige G.L. Fathers and Heretics SPCK:1963, p. 29
18. ↑  Kelly, J.N.D. Early Christian Doctrines A & C Black:1965, p.280
19. ↑  The Nicene Faith: Formation Of Christian Theology by John Behr (30 June 2004) شابک ‎۰۸۸۱۴۱۲۶۶X pages 3-4
20. ↑  Life in the Trinity: An Introduction to Theology with the Help of the Church Fathers by Donald Fairbairn (28 September 2009) شابک ‎۰۸۳۰۸۳۸۷۳۲ pages 48-50
21. ↑  Mercer Dictionary of the Bible edited by Watson E. Mills, Roger Aubrey Bullard 2001 شابک ‎۰۸۶۵۵۴۳۷۳۹ page 935
22. ↑  Kelly, J.N.D. Early Christian Doctrines A & C Black: 1965, p 115
23. ↑  Theology: The Basics by Alister E. McGrath (21 September 2011) شابک ‎۰۴۷۰۶۵۶۷۵۱ pages 117-120
24. 1 2 3  Firestone, Reuven (2015). "Abraham and Authenticity".  In Blidstein, Moshe; Silverstein, Adam J.; Stroumsa, Guy G. (eds.). The Oxford Handbook of the Abrahamic Religions. Oxford and New York: Oxford University Press. pp. 3–21. doi:10.1093/oxfordhb/9780199697762.013.9. ISBN 978-0-19-969776-2. LCCN 2014960132. S2CID 170382297.
25. 1 2  Theology of the New Testament by Udo Schnelle (1 November 2009), شابک ‎۰۸۰۱۰۳۶۰۴۶, page 477.
26. ↑  The anointed community: the Holy Spirit in the Johannine tradition by Gary M. Burge 1987 شابک ‎۰−۸۰۲۸−۰۱۹۳−۵ pages 14-21
27. ↑  1 Clement 19.2
28. 1 2 3  The Doctrine of God: A Global Introduction by Veli-Matti Kärkkäinen 2004 شابک ‎۰۸۰۱۰۲۷۵۲۷ pages 70-73
29. ↑  Book 4, chapter 5
30. ↑  Peter Stockmeier in the Encyclopedia of Theology: A Concise Sacramentum Mundi edited by Karl Rahner شابک ‎۰۸۶۰۱۲۰۰۶۶ (New York: Sea-bury Press, 1975) page 375-376 "In the following period, c. 180-313, these structures already determine essentially the image of the Church which claims a universal mission in the Roman Empire. It has rightly been termed the period of the Great Church, in view of its numerical growth, its constitutional development and its intense theological activity."
31. 1 2  Kelly, J.N.D. Early Christian Creeds Longmans:1960, p.136; p.139; p.195 respectively
32. ↑  Ian T. Ramsey, Religious Language SCM 1967, pp.50ff
33. ↑  David Ray Griffin, God, Power, and Evil: a Process Theodicy (Westminster, 1976/2004), 31.